# Pizzi
Luís Miguel Afonso Fernandes (Bragança, 6 de outubro de 1989), mais conhecido como Pizzi, é um futebolista português que atua como meia-atacante. Atualmente defende o Estoril Praia. Da Primeira Divisão de Portugal

## Carreira
Nascido em Bragança, Pizzi ganhou sua alcunha por jogar, ainda miúdo, com uma camisola do Barcelona de Juan Antonio Pizzi, na época atleta do clube catalão. Começou sua carreira no clube local, o modesto Bragança.
Sob contrato do Braga, foi emprestado ao Ribeirão, ao Sporting da Covilhã e ao  Paços de Ferreira. Em 2011 foi contratado pelo Atlético de Madrid. Pela equipe espanhola, ainda que não tivesse tido muito destaque, o médio participou da campanha vitoriosa da equipe de Diego Simeone na Liga Europa da UEFA de 2011–12.
Seu único gol com a camisa do time de Madrid aconteceu na 13ª rodada da La Liga de 2011–12. Na ocasião, o português abriu o placar na vitória por 3-2 de sua equipa.
Em julho de 2013 assinou pelo Benfica, sendo depois emprestado ao Espanyol até ao fim da época.

### Benfica

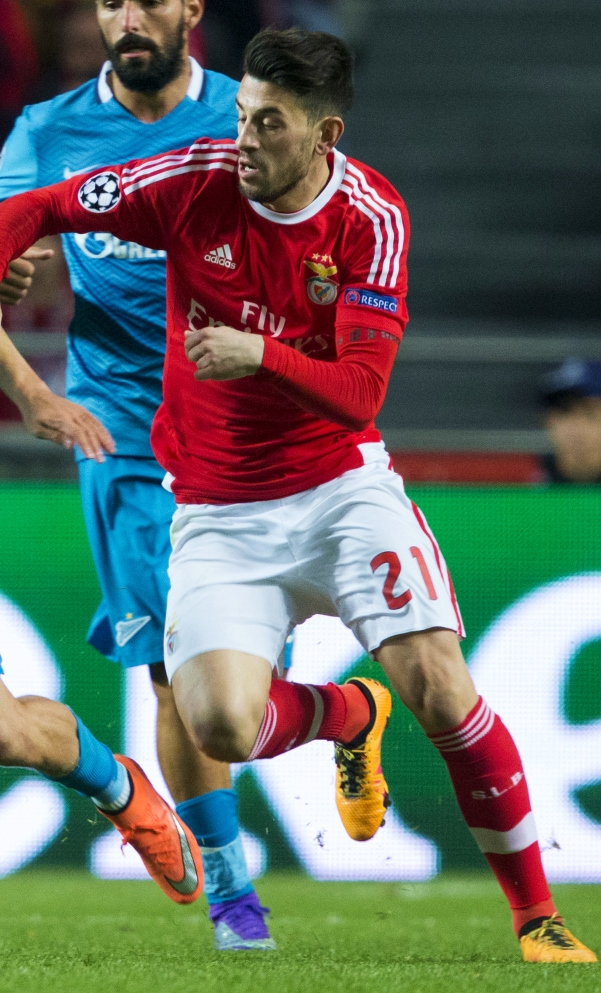
Pizzi pelo Benfica

#### 2013–14
Pizzi assinou pelo Benfica na época 2013–14, tornando-se o jogador mais caro da história do clube.
Apesar disso, inicialmente não conseguiu garantir espaço na equipe; assim, foi emprestado até o final da época ao Espanyol, onde atuou por 34 vezes e apontou quatro golos.

#### 2014–15
Na primeira metade da temporada, Pizzi não passou de mais uma opção no banco do treinador Jorge Jesus. No entanto, na segunda segunda metade, com a saída do argentino Enzo Pérez, Pizzi assumiu lugar de destaque no meio-campo da equipe, sendo peça importante para garantir o bicampeonato da Taça da Liga.

#### 2015–16
Em mais uma época pelo Benfica, Pizzi contribuiu com oito golos e seis assistências na mesma temporada que os Encarnados alcançaram o título da Primeira Liga e da Taça da Liga. Nessa última competição, o jogador foi essencial, pois contribuiu com duas assistências na goleada de 6–2 contra o Marítimo na final.

#### 2016–17

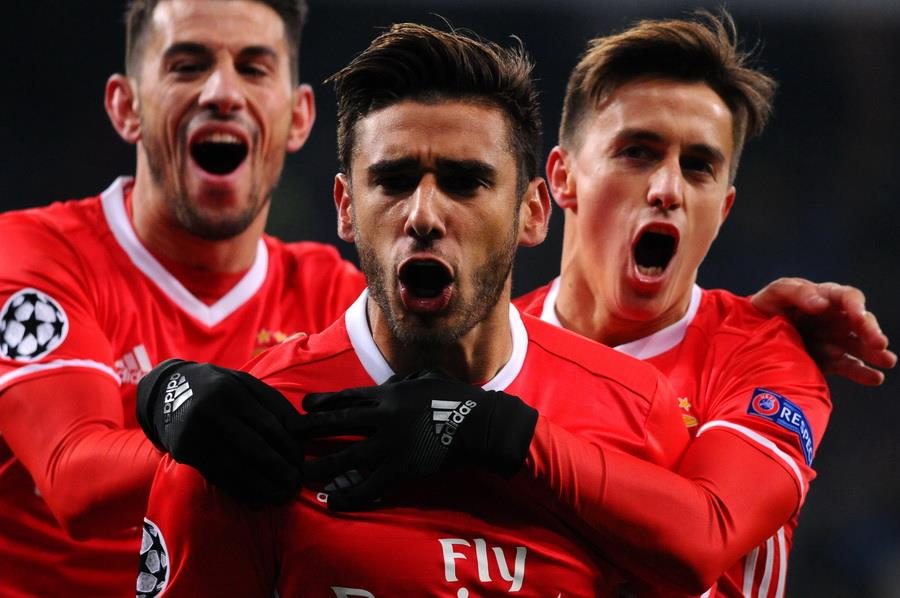
Pizzi (no centro) em uma partida da Champions League em 2016.

Com grandes atuações nessa época, foi utilizado pelo técnico Rui Vitória em praticamente todas as funções ofensivas do meio-campo. Assim, teve o seu contrato renovado por mais três anos, aumentando a sua multa rescisória para 45 milhões de euros.

#### 2018–19
Finalizou a época como o rei das assistências na Europa (10 melhores ligas), com 19 assistências em 34 jogos. Ficou à frente de nomes como Jadon Sancho, Lionel Messi e Eden Hazard.

#### 2019–20
Mais uma vez teve uma grande época, dessa vez se destacando também pelos golos marcados. No total, distribuiu 12 assistências e marcou 30 golos em 51 partidas.

#### 2021–22
Após grave incidente com o treinador Jorge Jesus, Pizzi teve sua imagem arranhada e ao fim da temporada encerrou sua passagem no Benfica. No total, o médio marcou 94 golos e distribuiu 92 assistências em 360 jogos pelos Encarnados.

### İstanbul Başakşehir
Foi anunciado pelo İstanbul Başakşehir no dia 8 de fevereiro de 2022, chegando por empréstimo até o final da temporada.
Naquele final de época, Pizzi contribuiu com um golo e uma assistência em apenas 10 partidas. Contudo, por conta de seu baixo rendimento na fase final do Campeonato Turco de Futebol, o jogador passou a ter poucos minutos em campo. O português deixou de entrar nas partidas na 34ª rodada, sendo suplente não utilizado pelas últimas quatro rodadas. Ao final de sua passagem, o jogador retornou para Portugal.

### Al Wahda
Após sua passagem sem brilho pela Turquia, o português atraiu o interesse do Al-Wahda, que era treinado por Carlos Carvalhal.
Contudo, o jogador passou apenas seis meses na equipe dos Emirados Árabes Unidos, e retornou para seu país natal depois de ter balançado as redes duas vezes no Al Wahda.

### Braga
O jogador acertou com o Braga no dia 29 de janeiro de 2023, assinando por uma temporada e meia.
Em seu retorno, o médio marcou três golos nas vitórias contra Estoril, Santa Clara e Nacional de Madeira, respectivamente. Ele ajudou a equipe a conseguir a 3ª colocação na Primeira Liga de 2022–23 e também esteve no elenco finalista da Taça de Portugal. Porém, na final, o clube foi derrotado pelo Porto e amargaram apenas o vice-campeonato.

#### 2023–24
Em mais uma temporada com o Braga, Pizzi ajudou sua equipe a conseguir a classificação à fase de grupos da Liga dos Campeões da UEFA, pois marcou dois golos nas duas primeiras partidas dos play-offs. No decorrer da competição, a equipe conseguiu vaga à fase de grupos onde se juntou a Napoli, Union Berlin e Real Madrid.
Apesar das eliminações precoces na Liga dos Campeões e nos 16 avos da Liga Europa, Pizzi fizera mais minutos na Taça da Liga de 2023–24, onde conseguiu alcançar o título da competição ao derrotar o Estoril Praia nas penalidades. O médio conseguiu converter sua cobrança.
Naquela época, o português recebeu desconfiança dos adeptos do time do Braga por conta de suas performances em campo. Pizzi foi um reserva recorrente durante toda participação de Artur Jorge no comando dos Arsenalistas, mas a torcida não estava empenhada com sua participação nos jogos.
Por conta disso, o médio e a diretoria não chegaram a conversar sobre uma renovação de contrato em nenhum momento.

## Estilo de jogo
Pizzi é um jogador polivalente, capaz de cumprir várias funções. Dá estabilidade à equipa, possui grande técnica e tem como característica os bons remates de média distância.

## Estatísticas

### Seleção Nacional
| Seleção Nacional | Ano   | Jogos | Golos |
| ---------------- | ----- | ----- | ----- |
| Portugal         | 2012  | 1     | 1     |
| Portugal         | 2013  | 1     | 0     |
| Portugal         | 2015  | 2     | 0     |
| Portugal         | 2017  | 5     | 1     |
| Portugal         | 2018  | 1     | 0     |
| Total            | Total | 10    | 2     |

## Títulos
Atlético de Madrid
- Liga Europa da UEFA: 2011–12

Benfica
- Primeira Liga: 2014–15, 2015–16, 2016–17 e 2018–19
- Taça da Liga: 2014–15 e 2015-16
- Supertaça Cândido de Oliveira: 2014, 2016, 2017 e 2019
- Taça de Portugal: 2016–17

Braga
- Taça da Liga: 2023–24

Seleção Portuguesa
- Liga das Nações da UEFA: 2018–19

### Prêmios individuais
- Futebolista do Ano da Primeira Liga: 2016–17
- Melhor Marcador da Liga Europa: 2020-21 [35]